# Caledoniscincus constellatus
Caledoniscincus constellatus là một loài thằn lằn trong họ Scincidae. Loài này được Sadlier, Wood & Bauer mô tả khoa học đầu tiên năm 2012.